# خشت و آینه
خشت و آینه فیلمی است ایرانی نوشته و ساخته ابراهیم گلستان که در سال ۱۳۴۳ در استودیو فیلم گلستان ساخته شده‌است. این فیلم در ۲۲ دی ۱۳۴۴ در سینما رادیوسیتی تهران اکران شد و سه هفته در آن سینما بر روی پرده بود.
نام فیلم اشاره به مَثَلِ «آنچه در آینه جوان بیند، پیر در خشت خام آن بیند» دارد و مانند دیگر کارهای گلستان هجویه‌ایست بر جامعه ایران. خشت و آیینه در اول اسم نداشت، وقتی هم تمام و آخرین عکس برداشته شد، باز هم نامش خشت و آیینه نبود. بعد شعر مزبور سعدی کمک کرد و فیلم صاحب اسم شد. این فیلم آغازگر سینمای موج نوی ایران به‌شمار می‌آید و بسیاری نمادهای آن بعدها مورد تقلید دیگر فیلمسازان ایران قرار گرفته -مانند صحنه عبور جنازه از کوچه که در فیلم‌های بهمن فرمان‌آرا به تناوب آمده‌است.
خشت و آینه تنها تجربه بلند سینمایی ابراهیم گلستان تا آن زمان بود و او در این فیلم کوشید دوربین را به میان مردم و به مکان‌های واقعی ببرد. در صحنه‌های این فیلم از موسیقی متن استفاده نشده و کارگردان سعی کرده‌است تا آهنگ و ریتم فیلم از گفتگوها و حالات بازیگران برخیزد. این فیلم نخستین حضور سینمایی جمشید مشایخی و همچنین پرویز فنی زاده به‌شمار می‌رود که هر دو نقش‌های کوتاه ولی اثرگذاری بازی می‌کنند. پرویز فنی زاده نقش یک روشنفکر کافه‌نشین را ایفا می‌کند که با حرف‌های بی‌سر و ته خود تعجب و تقدیر اطرافیانش را برمی‌انگیزد. جمشید مشایخی نیز در نقش ارشد کلانتری در خلال صحبتش با پزشکی که مورد سرقت اقوام بیمار ناراضی قرار گرفته، انتقادهایی از روابط و انتظارات مردم وارد می‌داند.
نسخهٔ ترمیم‌شده و باکیفیت این فیلم در ژانویهٔ سال ۲۰۱۶ میلادی در جشنواره بین‌المللی فیلم روتردام به نمایش درآمد. خشت و آینه همچنین به عنوان یکی از فیلم‌های بخش کلاسیک جشنواره ونیز ۲۰۱۸ به روی پرده رفت.

## خلاصه داستان
هاشم راننده تاکسی است. در پایان شیفت کار او در شب، زنی چادری، کودک شیرخواره‌اش را در تاکسی او جا می‌گذارد و می‌رود. هاشم در تاریکی و ساختمان‌های نیمه‌کاره اطراف دنبال زن می‌گردد تا بچه را به او بدهد اما پیدایش نمی‌کند.
ناچار کودک را با خودش به کافه می‌برد و از دوستانش در این باره نظر می‌خواهد. با آنکه دوستانش او را از رفتن به کلانتری برحذر می‌دارند، او بچه را به کلانتری می‌برد. افسر نگهبان به هاشم می‌گوید که فردا بچه را به پرورشگاه یا دادگستری ببرد. هاشم بچه را همراه دوست‌دخترش تاجی، که خدمتکار کافه است به خانه می‌برد و تاجی از بچه مراقبت می‌کند و به او علاقه‌مند می‌شود و از هاشم می‌خواهد که سه نفری با هم زندگی کنند. فردای آن روز هاشم در مراجعه به دادگستری برای گرفتن حضانت بچه پس از شنیدن نصیحت مردی که به او دشواری‌های مسوولیت بچه‌داری را گوشزد می‌کند، بچه را به پرورشگاه می‌سپارد؛ تاجی که از صبح منتظر بازگشت هاشم با بچه بوده، با اعتراض به این عمل هاشم از او می‌خواهد به پرورشگاه بروند. تاجی در آنجا اما با انبوهی بچه پرورشگاهی روبه‌رو می‌شود و در تصمیمش مستأصل می‌ماند. هاشم پس از مدتی انتظار جلوی پرورشگاه، بدون او سوار تاکسی‌اش می‌شود که از آن‌جا برود. غروب است و قدری جلوتر زنی چادری منتظر تاکسی است سوار یک تاکسی می‌شود و می‌رود. کمی بعد هاشم تاکسی‌اش را روشن کرده و از آنجا دور می‌شود.

## بازیگران
- زکریا هاشمی در نقش هاشم
- تاجی احمدی در نقش تاجی
- مهری مهرنیا
- غفار حسین‌پور
- جلال مقدم
- مسعود فقیه
- پرویز فنی‌زاده در نقش روشنفکر کافه نشین
- منوچهر فرید در نقش گروهبان
- محمدعلی کشاورز در نقش دکتر
- جمشید مشایخی در نقش افسر نگهبان
- گلی بزرگمهر
- پری صابری در نقش سرپرستار
- اکبر مشکین در نقش وکیل

## نقد و نظرها دربارهٔ فیلم
این فیلم در نظرسنجی منتقدان و نویسندگان ماهنامه سینمایی فیلم به عنوان یکی از بهترین فیلم‌های تاریخ سینمای ایران انتخاب شده‌است.

## مرمت
این فیلم توسط سینماتک بولونیا و اکران نوآر پروداکشنز مرمت شد و در بخش کلاسیک‌های ونیزِ هفتاد و پنجمین دوره جشنواره بین‌المللی فیلم ونیز در ۲۰۱۸ به نمایش درآمد.